# ジャーンナ・ヨールキナ
ジャーンナ・ドミートリエヴァ・ヨールキナ（ロシア語: Жа́нна Дми́триевна Ёркина、1939年5月6日 - 2015年5月25日）は、ソビエト連邦の宇宙飛行士である。
1961年12月、史上初めて女性を宇宙に送ることを目的としてソビエト連邦政府によって女性宇宙飛行士の選考が行われた。1962年2月、ヨールキナは5人の女性宇宙飛行士の候補に選ばれ、ボストーク宇宙船での単独宇宙飛行のための訓練を受けた。選ばれた他の女性と同様に、彼女もアマチュアのパラシュート乗りであった。彼女は1963年にヴァレーリイ・セルゲイチクと結婚し、2人の子供ヴァレーリイとスヴェトラーナを設けたが、これは女性宇宙飛行士は子供を持たず、宇宙計画に専念しなければならないというセルゲイ・コロリョフの定めたルールに反するものであった。
女性初の宇宙飛行の栄誉は結局、1963年にボストーク6号に乗ったワレンチナ・テレシコワのものとなった。テレシコワのバックアップ要員はイリーナ・ソロウィオワであり、ワレンチナ・ポノマレワが補助要員及び第2バックアップを務めた。ヨールキナはシミュレータで好成績を残せなかったため、計画を外れていた。
ヨールキナは5人の候補の中では最も出来が悪いと見なされ、特にニコライ・カマニンは彼女のことを「チョコレートやケーキに夢中になりすぎ」と酷評している。彼女はボストーク5号の計画に選ばれ、宇宙遊泳も予定されていたが、結局は第2バックアップになっただけだった。
ボストーク計画が中止されると、ヨールキナはガガーリン宇宙飛行士訓練センターに配属された。MiG-105の開発計画にも携わった。彼女は1969年10月1日に引退し、1989年には軍役からも引退した。